# 巴库滨海大道
巴库滨海大道（又名国家公园）建于1909年，与巴库海滨平行。

## 位置
大道沿着南侧里海的一个海湾延伸。 它传统上始于自由广场，向西通往老城区乃至更远的地方。自2012年以来，新大道（Yeni Bulvar）延伸至国旗广场，使得大道的长度几乎增加了一倍，达到 3.75公里。 2015年，白城大道又向自由广场以东新增了2公里，据认为这条大道的长度最终可能达到26公里。

## 历史

### 沙俄和阿塞拜疆民主共和国时期

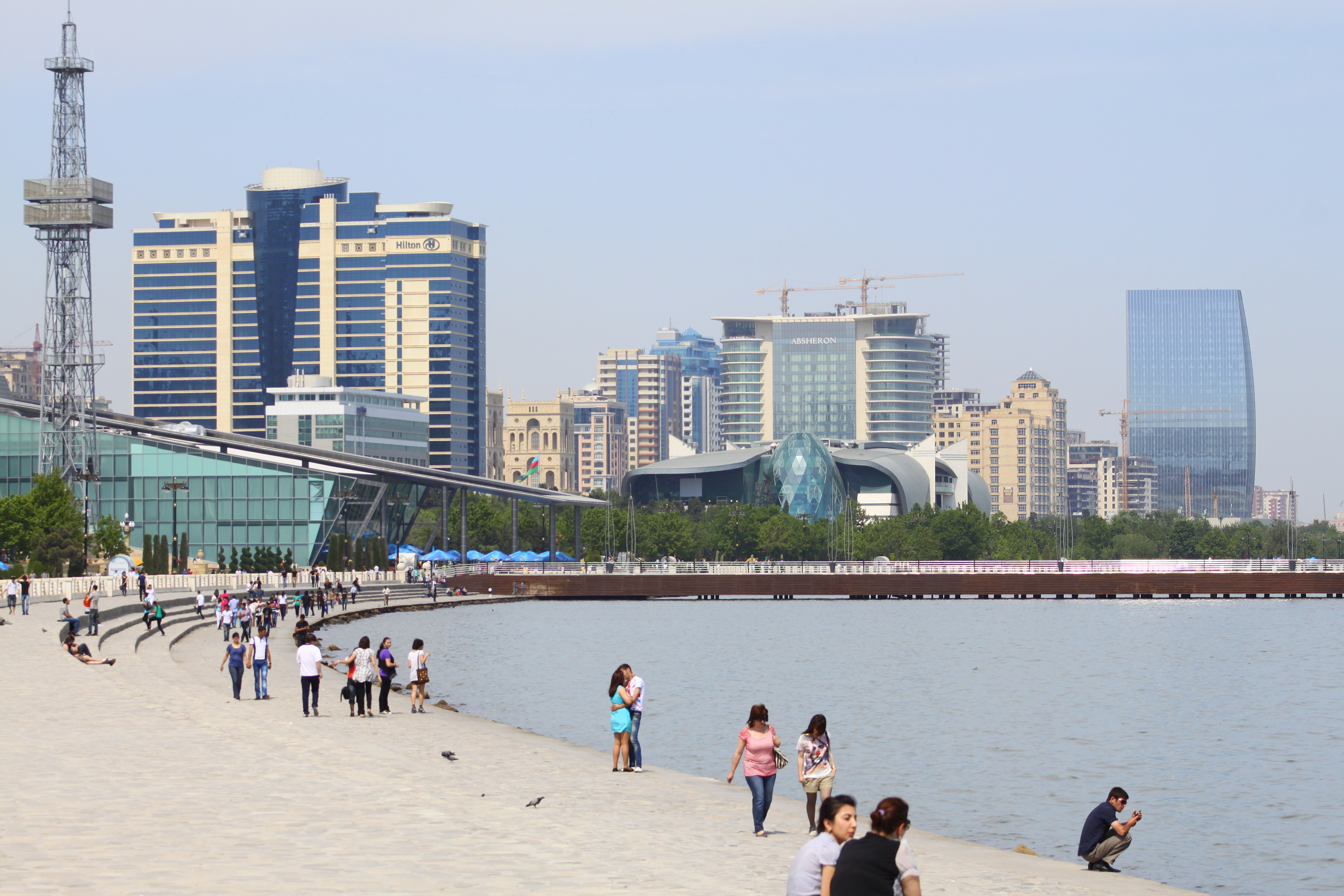

其历史可追溯到100多年前，当时巴库的石油大亨在里海沿岸建造豪宅，海滨地区一点一点地人工开发。

## 图片

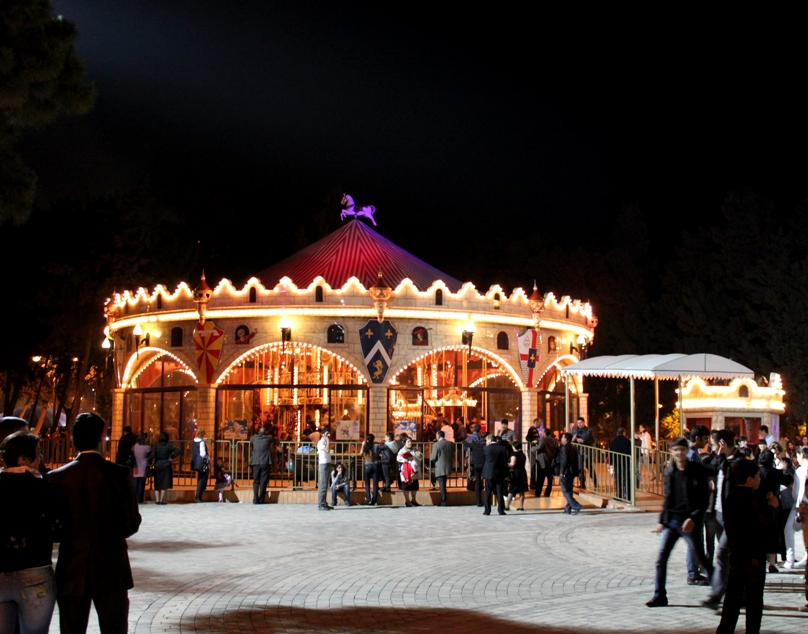
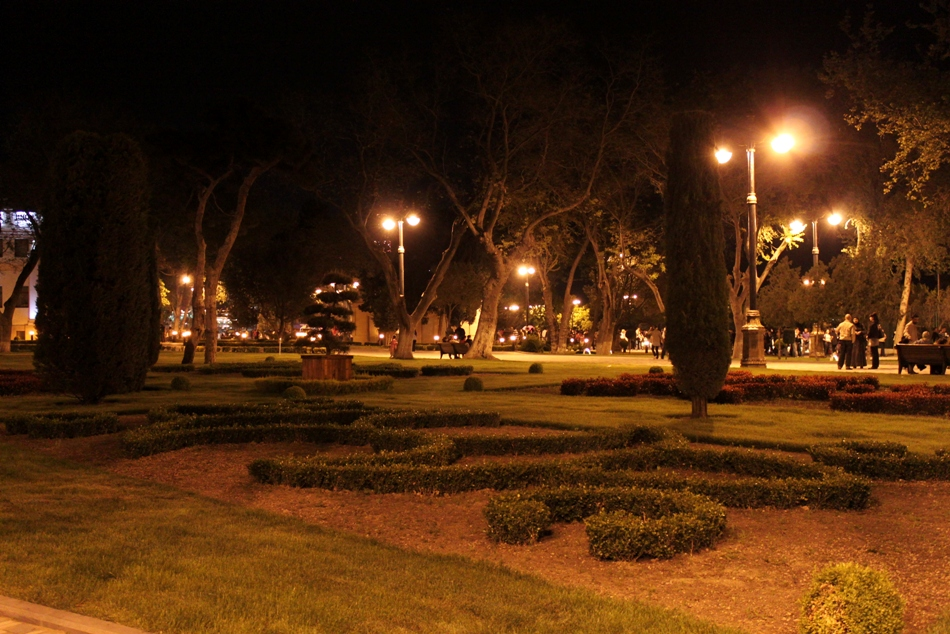
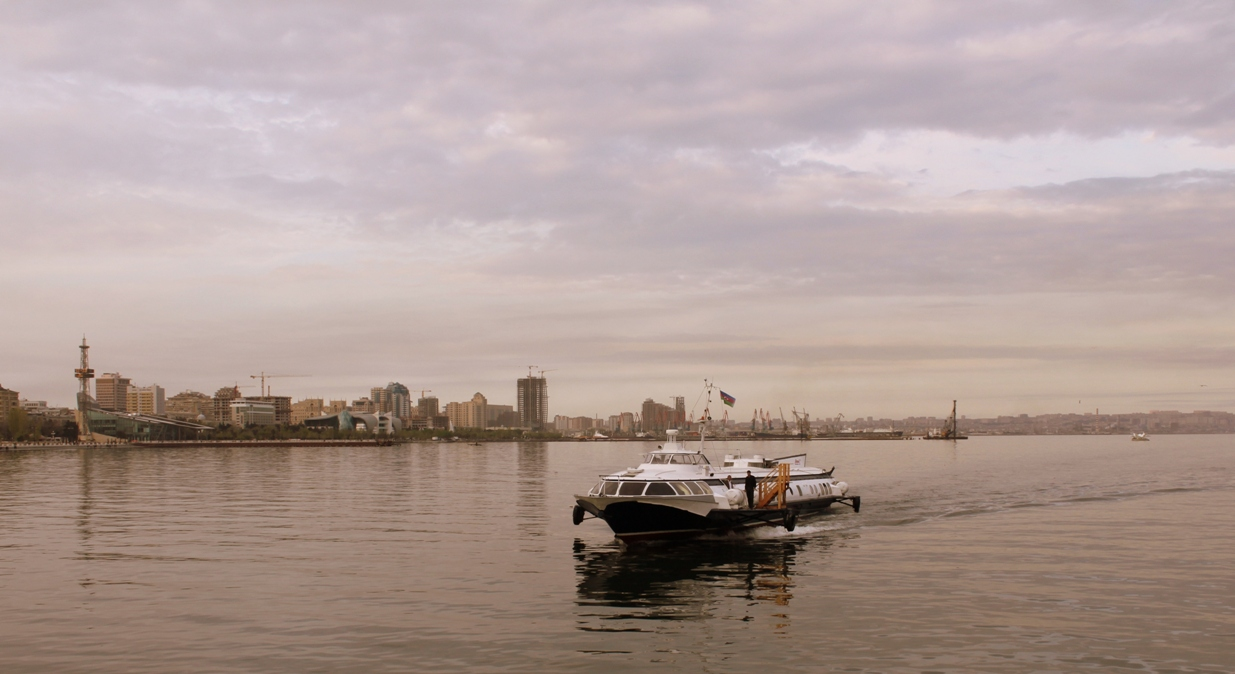
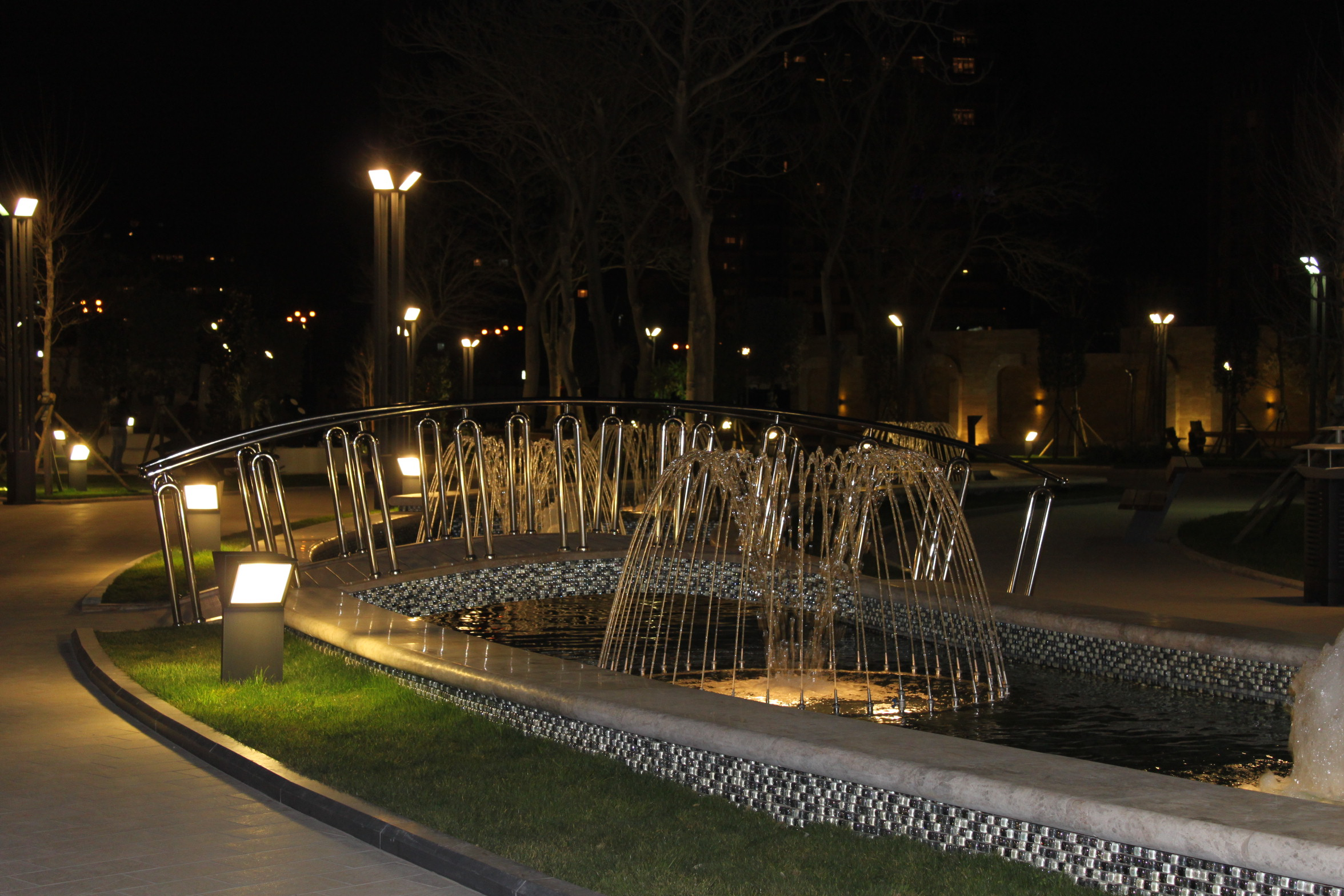
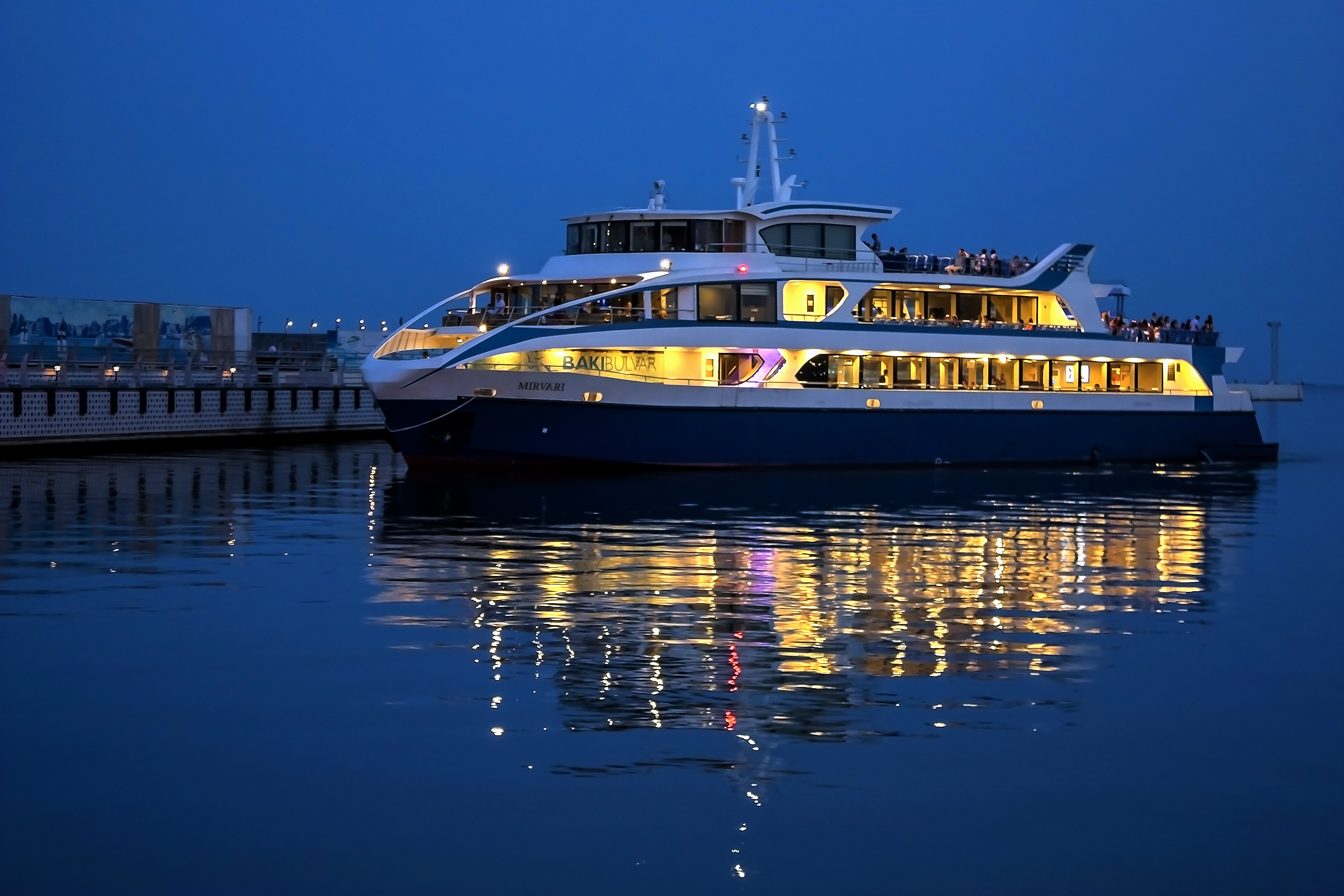
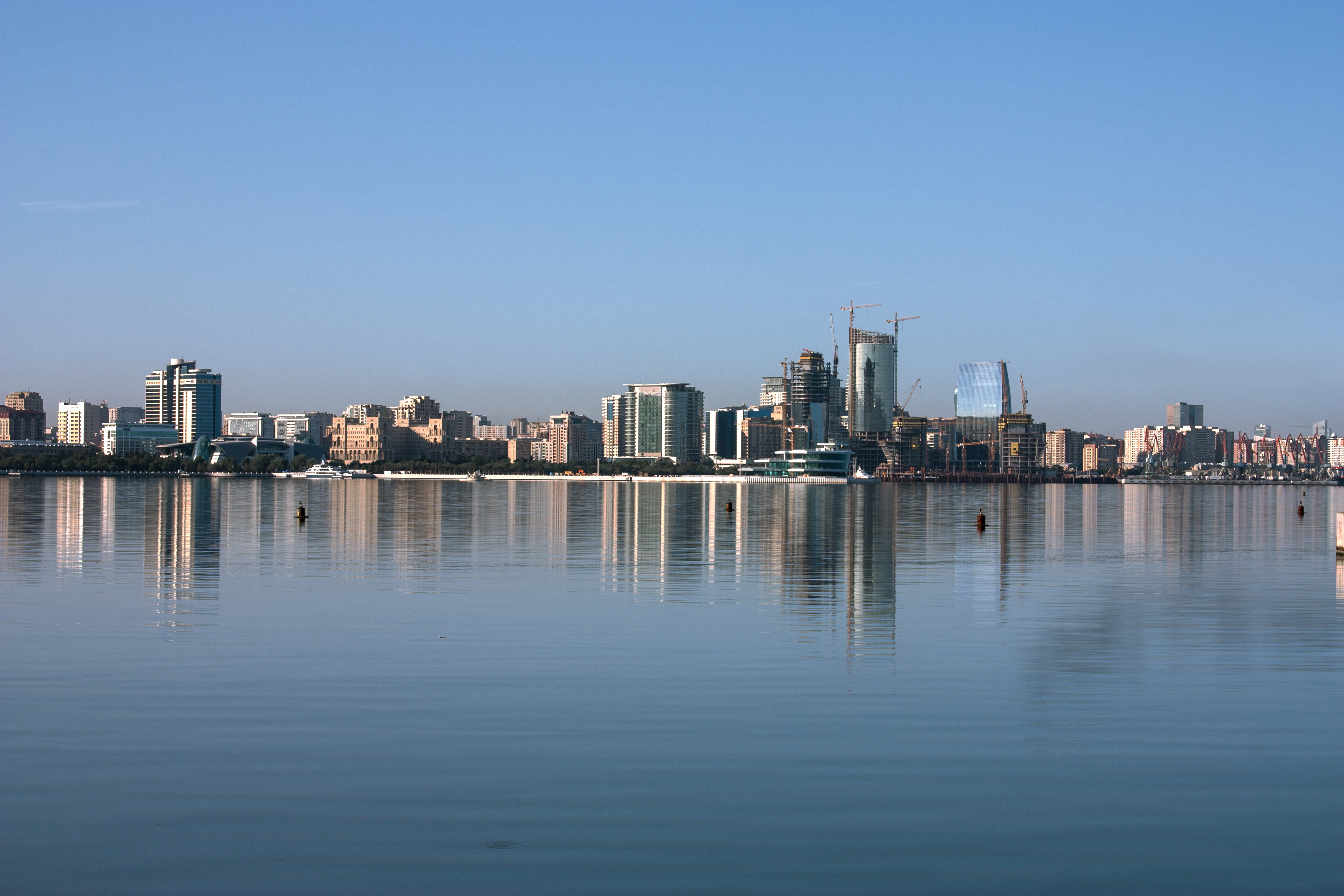
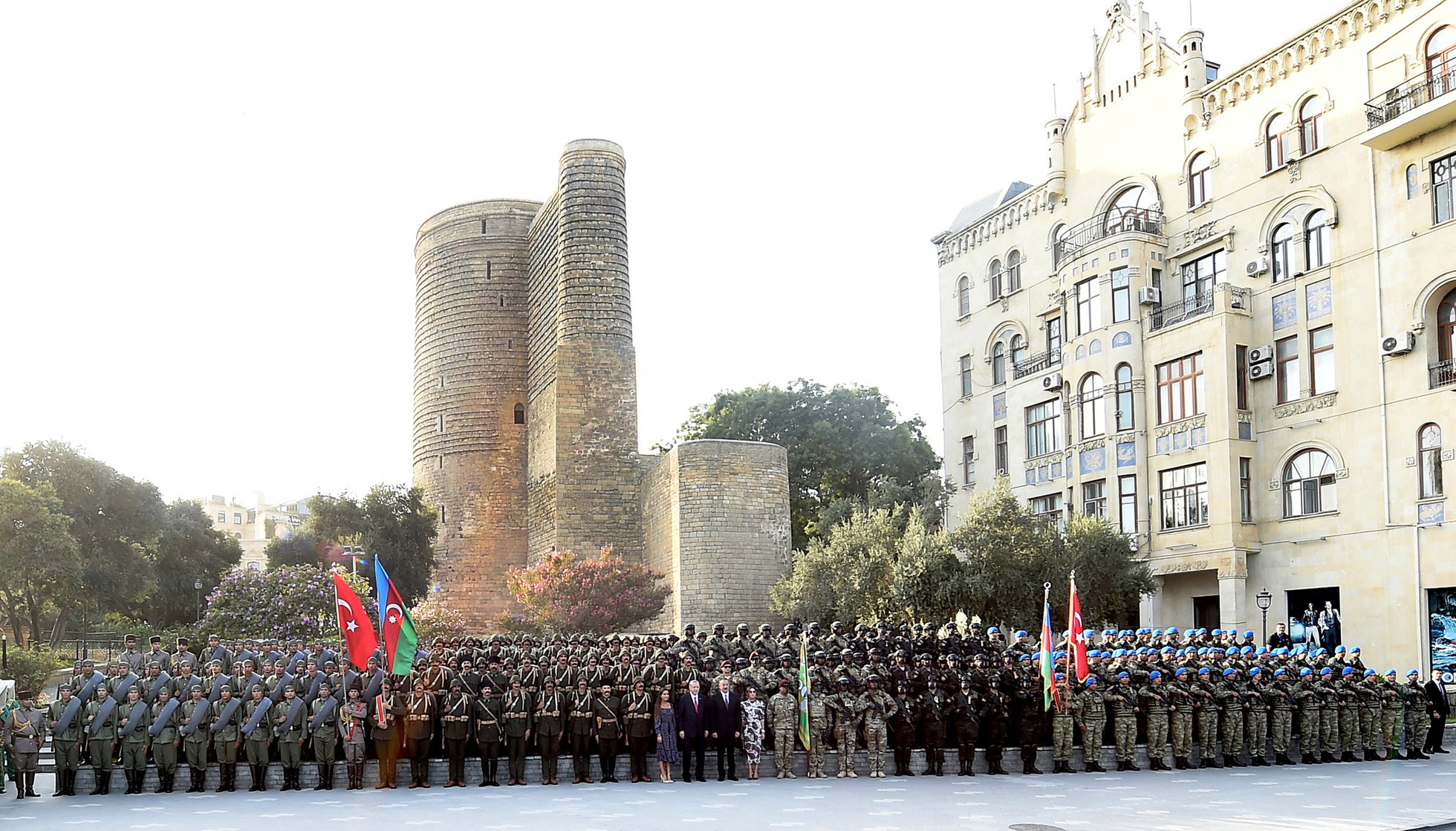
伊利哈姆·阿利耶夫和雷杰普·塔伊普·埃尔多安在大道上与士兵合影，2018年